# جيرالد ناي
جيرالد ناي (بالإنجليزية: Gerald Nye) (و. 1892 – 1971 م) هو سياسي من الولايات المتحدة الأمريكية ولد في هورتونفيل.
تولى منصب عضو مجلس الشيوخ الأمريكي (1925-11-14–1945-01-03) .وهو عضو في الحزب الجمهوري .

## روابط خارجية
- جيرالد ناي على موقع الموسوعة البريطانية (الإنجليزية)
- جيرالد ناي على موقع إن إن دي بي (الإنجليزية)